# 棕色拟黑耳
棕色拟黑耳（学名：Exidiopsis fuliginea）是属于银耳目银耳科拟黑耳属的一种真菌，群生于阔叶林中的阔叶树朽木上。该种分布于中国、巴西、古巴、圭亚那、哥伦比亚、美国等地。